# Batrachedra phorcydia
Batrachedra phorcydia là một loài bướm đêm thuộc họ Blastobasidae. Nó được tìm thấy ở Úc.